# 格雷格·约翰斯顿
格雷格·约翰斯顿（英語：Greg Johnston，1959年5月16日—），新西兰男子赛艇运动员。他曾代表新西兰参加1984年和1988年夏季奥林匹克运动会赛艇比赛，其中1988年奥运会获得一枚铜牌。